# 凶作
凶作（きょうさく）は、栽培している農作物の収穫量が通常より極端に少ない状態のこと。反対の状況は豊作という。通常よりやや少ない状態は不作と呼ばれる。

## 概要
凶作は農作物が
1. 長雨や日照不足・冷夏などにより成長に適する環境が続かなかった
2. 河川の氾濫などの自然災害に襲われた
3. 害虫・細菌・ウイルスの影響を受けた
4. 台風や高潮、津波による塩害を受けた

などの原因で起こる。
凶作が広い範囲で起こると、その農作物は市場へあまり出回らなくなり、需要が供給を上回ることで価格が上昇する。近代以前においては農業分野における技術水準の低さから、数年に一度の頻度で発生していたとされており、人々の生活は食料不足と常に隣り合わせであった。主要農産物が極端な凶作に見舞われた場合、十分な蓄えがない、あるいはその農産物の代替財が存在しない場合は大規模な飢饉が起こった。高度成長以降の日本では飢饉は克服されたものの天候不順が無くなったわけではなく、コメが極端な凶作となった1993年米騒動は社会的な問題となった。
また、豊作気候でも不作になる場合がある。猛暑気味で豊作ペースだった2004年は日本海側の穀倉地帯を重要生育期に台風が通過して塩害が大量発生。凶作となった。

## 転用
本来の意味から転じて、
1. ロット単位で見た製品全体の出来の悪さや、高不良率・高故障率など。
2. 質的な人材確保難

これらを形容する表現として用いられることがある。
たとえば、プロ野球の新人選手の獲得に際して行われるプロ野球ドラフト会議においては、かつてはアマチュア選手しか参加できなかったオリンピックの日本代表選考などの影響から選考対象となるプロ野球選手志望者の層が薄くなる年度が見られ、その様な場合に「凶作ドラフト」などという表現が用いられることがあった。